# Априкале
Априкале (итал. Apricale) је насеље у Италији у округу Империја, региону Лигурија.
Према процени из 2011. у насељу је живело 451 становника. Насеље се налази на надморској висини од 254 м.

## Становништво
Према резултатима пописа становништва 2011. у општини је живело 625 становника.
| 1931. | 1936. | 1951. | 1961. | 1971. | 1981. | 1991. | 2001. | 2011. |
| ----- | ----- | ----- | ----- | ----- | ----- | ----- | ----- | ----- |
| 1.511 | 1.127 | 1.023 | 887   | 680   | 546   | 558   | 578   | 625   |